# رودولفو أمبروسيو
رودولفو أمبروسيو (بالإسبانية: Rodolfo Ambrosio)‏ هو لاعب اتحاد الرغبي أرجنتيني، ولد في 27 ديسمبر 1961 في قرطبة في الأرجنتين.

## وصلات خارجية
- رودولفو أمبروسيو عل موقع إسبنسكروم (الإنجليزية)